# La Vaquita
La Vaquita är en ort i Mexiko.   Den ligger i kommunen Pinos och delstaten Zacatecas, i den centrala delen av landet, 400 km nordväst om huvudstaden Mexico City. La Vaquita ligger 2 261 meter över havet och antalet invånare är 369.
Terrängen runt La Vaquita är platt åt nordväst, men åt sydost är den kuperad. Runt La Vaquita är det ganska glesbefolkat, med 21 invånare per kvadratkilometer. Närmaste större samhälle är La Blanca, 6,4 km väster om La Vaquita. Omgivningarna runt La Vaquita är i huvudsak ett öppet busklandskap.